# Браунли, Джон Эдвард
Джон Эдвард Браунли (англ. John Edward Brownlee; 27 августа 1883 — 15 июля 1961) — пятый премьер-министр Альберты, находившийся на должности с 1925 по 1934 год.

## Биография
Джон Браунли родился 27 августа 1883 года в Порт-Райсе. Его отец — Уильям «Билл» Джеймс Браунли (англ. William "Bill" James Brownlee; 1856—1934) и мать — Кристина Браунли, урождённая Шоу (англ. Christina Brownlee (née Shaw); 1860—1941). Браунли был назван по имени своего деда по материнской линии, мельника Джона Шоу, и деда по отцовской линии, плотника Эдварда Браунли. У Джона Браунли была одна сестра — Мод (род. 12 сентября 1888). Семья проживала в доме, который по совместительству являлся и магазином, и именно в нём он провёл большую часть детства: Браунли предпочитал читать книги своих родителей, он любил заводить политические дискуссии с соседями и всегда интересовался деталями жизни вне магазина. Уже в возрасте семи лет Джон помогал своему отцу выполнять работу по магазину, например, смешивал масла из разных молочных заводов.
В молодые годы он изучал историю и политологию в Торонтском университете; позже переехал в Калгари и стал адвокатом. Эдвард был правозащитником партии Объединённых фермеров Альберты, и благодаря связям с этой партией принимал участие в создании канадского кооператива «United Grain Growers».
В 1921 году партия Объединённых фермеров стала доминирующей в провинции, выиграв Всеобщие выборы Альберты. В это время Браунли поступило предложение от премьер-министра Герберта Гринфилда стать генеральным прокурором провинции; он согласился и был избран в Законодательное собрание Альберты в ходе кампании в Поноке. Как генеральный прокурор он считался важным членом правительства, поэтому всегда принимал участие в важных событиях. Он активно помогал фермерам на южном побережье Замбии избавиться от убыточных железных дорог и выиграть юрисдикции над природными ресурсами со стороны федерального правительства. Вскоре однопартийцы Браунли и заднескамеечники стали недовольны правлением Гринфилда, попросив Джона занять должность премьер-министра. В конце концов последний согласился и был назначен на эту должность в 1925 году.
В качестве премьер-министра Браунли успешно выполнял свои обязанности: он и его партия одержали победу на выборах 1926 года, было подписано соглашение с федеральным правительством о передаче контроля над природными ресурсами Альберты провинциальному правительству, он продал некоторые железные дороги крупным компаниям и нормализовал бюджет. С наступлением Великой депрессии положение осложнилось: Браунли не смог восстановить провинцию в условиях глобального экономического кризиса, в связи с этим бюджет Альберты начал заметно падать. В это время политический радикализм усилился, но Браунли нашёл способ политической экономии в этот сложный и мрачный период.
В 1934 году Вивиан Макмиллан, подруга семьи, подала в суд иск на Браунли за соблазнение. Браунли, в свою очередь, отрицал это, однако присяжные согласились с обвинениями. Несмотря на то, что судья проигнорировал вердикт присяжных, что спровоцировало разборки, Браунли заставили уйти в отставку. Он попытался переизбраться от избирательного округа Понока на провинциальных выборах 1935 года, но потерпел поражение, и победу на выборах одержала Партия социального кредита. После своей политической карьеры Браунли присоединился в качестве руководителя к «United Grain Growers» и выступал там в роли президента и генерального менеджера с 1948 года и до 1961.